# The Gay Sisters
The Gay Sisters (br: As Três Herdeiras) é um filme de drama estadunidense de 1942, dirigido por Irving Rapper e estrelado por Barbara Stanwyck, George Brent, Geraldine Fitzgerald, Donald Crisp, Gig Young e Nancy Coleman. O filme da Warner Bros. foi baseado em um romance de Stephen Longstreet.

## Elenco
- Barbara Stanwyck como Fiona Gaylord
- George Brent como Charles Barclay
- Geraldine Fitzgerald como Lady Evelyn Gaylord Burton
- Donald Crisp como Ralph Pedloch
- Byron Barr como Gig Young
- Nancy Coleman como Susanna "Susie" Gaylord Allen
- Gene Lockhart como Mr. Herschell Gibbon
- Larry Simms como Austin
- Donald Woods como Penn Sutherland Gaylord
- Grant Mitchell como Gilbert Wheeler
- William T. Orr como Dick Tone
- Anne Revere como Miss Ida Orner
- Helene Thimig como Saskia
- George Lessey como Judge Barrows
- Charles Waldron como Mr. Van Rennseler
- Frank Reicher como Dr. Thomas Bigelow
- David Clyde como Benson
- Mary Thomas como Fiona Gaylord

## Recepção

### Bilheteria
Segundo os registros da Warner Bros, o filme ganhou US$ 1.728.000 no mercado interno e US$ 857.000 no exterior.